# Tessy-Bocage
Tessy-Bocage es una comuna nueva francesa situada en el departamento de Mancha, de la región de Normandía.

## Historia
Fue creada el 1 de enero de 2018, en aplicación de una resolución del prefecto de Mancha de 28 de diciembre de 2017 con la unión de las comunas de Fervaches, Pont-Farcy y Tessy-sur-Vire, pasando a estar el ayuntamiento en la antigua comuna de Tessy-sur-Vire.

## Demografía
| Gráfica de evolución demográfica de Tessy-Bocage entre 1800 y 2015 |
|                                                                    |

Los datos entre 1800 y 2015 son el resultado de sumar los parciales de las tres comunas que forman la nueva comuna de Tessy-Bocage, cuyos datos se han cogido de 1800 a 1999, de las comunas de Fervaches, Pleines-Œuvres, Pont-Farcy y Tessy-sur-Vire de la página francesa EHESS/Cassini. Los demás datos se han cogido de la página del INSEE.

## Composición
| Comuna delegada | Código INSEE | Población (2014) | Superficie (km²) | Densidad (hab./km²) |
| --------------- | ------------ | ---------------- | ---------------- | ------------------- |
| Fervaches       | 50180        | 393              | 4.89             | 80                  |
| Pont-Farcy      | 14513        | 543              | 13.45            | 40                  |
| Tessy-sur-Vire  | 50592        | 1432             | 15.90            | 90                  |